# نوبت‌یزدانی
کاتنوتئیسم (به فرانسوی: Kathénothéisme) یا نوبت‌یزدانی گونه‌ای از هنوتئیسم است که در آن پرستندگان در یک زمان مشخص خدایی را از میان خدایان می‌پرستند و در دیگر زمان خدای دیگری را. در این شیوهٔ پرستش توانایی‌های کیهانی را به نوبت ایزدی که مورد ستایش است وام می‌گیرد. نام کاتنوتئیسم را نخستین بار زبان‌شناس نامی ماکس مولر پیش‌نهاد. اینگونه پرستش خدایی پیوندهای نزدیکی با چندخدایی و مونولاتریسم واحدپرستی (پرستش یک ایزد برتر در میان دیگر ایزدان) دارد. چنین گونه‌ای از خداپرستی در ادبیات ودایی دیده می‌شود که در هر زمانی خدایی برتر دانسته و ستوده می‌شد.
واژهٔ کاتنوتئیسم از ریشهٔ یونانی کاث هِنا یه معنای یکی پس از دیگری و ثئیسم به معنای خداپرستی ساخته شده‌است.